# Sumatendipes tobaterdecimus
Sumatendipes tobaterdecimus är en tvåvingeart som beskrevs av Akio Kikuchi och Sasa 1990. Sumatendipes tobaterdecimus ingår i släktet Sumatendipes och familjen fjädermyggor. Inga underarter finns listade i Catalogue of Life.